# Alexandra Petrova
Alexandra Valeryevna Petrova (en ruso: Александра Валерьевна Петрова) (Cheboksary, 18 de septiembre de 1980-Ibídem, 16 de septiembre de 2000) fue una modelo rusa que fue coronada como Miss Rusia 1996. Posteriormente compitió en Miss Universo 1999, donde no quedó clasificada.

## Biografía
Petrova nació en Cheboksary, en la entonces República Socialista Federativa Soviética de Rusia, hija de Valery Petrov y Tatyana Petrova. A los catorce años comenzó a estudiar en la Escuela de Modelismo de Cheboksary, y más tarde empezó a participar en concursos de belleza.
Petrova representó a la ciudad de Cheboksary en el concurso Miss Rusia 1996, celebrado en Veliki Nóvgorod. Ganó el concurso con tan solo dieciséis años. Durante su reinado, también fue coronada como Miss Modelo Internacional. Tras finalizar su reinado como Miss Rusia, coronó a Yelena Rogozhina como su sucesora. A Petrova le ofrecieron un contrato con Ford Models, pero lo rechazó porque le habrían exigido que perdiera peso, aprendiera inglés y se cortara el pelo. Petrova pasó a representar a Rusia en el concurso de Miss Universo 1999, donde no quedó clasificada.
El 16 de septiembre de 2000, Petrova fue asesinada de un solo disparo en la cabeza cuando estaba fuera de su apartamento en Cheboksary, dos días antes de su vigésimo cumpleaños. Su novio, Konstantin Chuvilin, y su amigo, Radik Akhmetov, también murieron en el ataque. Se cree que el agresor pretendía asesinar a Chuvilin, un jefe del crimen, y que Petrova era simplemente un testigo del asesinato.